# Frederic Winters
Frederic Winters (Gatineau (Quebec), 25 de septiembre de 1982) es un jugador profesional de voleibol canadiense, juego de posición receptor/atacante. 

## Palmarés

### Clubes
Copa de Austria:
- 2006

Campeonato de Austria:
- 2006

Campeonato de Italia:
- 2007

Campeonato Asiático de Clubes:
- 2010
- 2014

Campeonato de Alemania:
- 2011

Campeonato de China:
- 2013, 2014

Campeonato de Brasil:
- 2015, 2016

Supercopa de Brasil:
- 2015

Campeonato Mundial de Clubes de la FIVB:
- 2015

Copa de Brasil:
- 2016

Campeonato Sudamericano de Clubes:
- 2016

Campeonato de Portugal:
- 2019
- 2018

Supercopa de Portugal:
- 2018

Copa de Portugal:
- 2019

### Selección nacional
Copa Panamericana:
- 2011

Campeonato NORCECA:
- 2015[2]
- 2013
- 2011

Juegos Panamericanos:
- 2015